# Ligne Michon
| Aubers |                      |                    |                    |
| Streckenverlauf der Hauptstrecke von 1906 (durchgezogen), der Verbindungsbahn zur Zuckerfabrik von 1908 (gestrichelt) und der deutschen Feldbahn von 1914–1918 (gepunktet) |                      |                    |                    |
| Streckenlänge: | 18 km                |                    |                    |
| Spurweite: | 1435 mm (Normalspur) |                    |                    |
| Streckengeschwindigkeit: | 18 km/h              |                    |                    |
| |                      |                    |                    |
| \| \| km[2] \| \| \| \| \| \| von Abbeville \| \| \| \| \| von Lens \| \| \| \| 0 \| Don-Sainghin \| Don-Sainghin \| \| \| \| nach Fives \| \| \| \| 4 \| Sainghin-en-Weppes \| Sainghin-en-Weppes \| \| \| 6 \| Fournes-en-Weppes \| Fournes-en-Weppes \| \| \| 8 \| Herlies \| Herlies \| \| \| 10 \| Marquillies \| Marquillies \| \| \| 12 \| Illies \| Illies \| \| \| 16 \| Aubers \| Aubers \| \| \| 18 \| Fromelles \| Fromelles \| |                      |                    |                    |
| | km                   |                    |                    |
| Strecke |                      | von Abbeville      | von Abbeville      |
| Abzweig geradeaus und von rechts |                      | von Lens           | von Lens           |
| Bahnhof | 0                    | Don-Sainghin       | Don-Sainghin       |
| Abzweig ehemals geradeaus und nach rechts |                      | nach Fives         | nach Fives         |
| Bahnhof (Strecke außer Betrieb) | 4                    | Sainghin-en-Weppes | Sainghin-en-Weppes |
| Bahnhof (Strecke außer Betrieb) | 6                    | Fournes-en-Weppes  | Fournes-en-Weppes  |
| Bahnhof (Strecke außer Betrieb) | 8                    | Herlies            | Herlies            |
| Bahnhof (Strecke außer Betrieb) | 10                   | Marquillies        | Marquillies        |
| Bahnhof (Strecke außer Betrieb) | 12                   | Illies             | Illies             |
| Bahnhof (Strecke außer Betrieb) | 16                   | Aubers             | Aubers             |
| Kopfbahnhof Streckenende (Strecke außer Betrieb) | 18                   | Fromelles          | Fromelles          |

Die Ligne Michon war eine 18 km lange Nebenbahn von Don-Sainghin nach Fromelles in der Weppes-Ebene in Nord-Frankreich.

## Streckenverlauf
Die normalspurige Nebenbahn mit einer Spurweite von 1435 mm führte S-förmig von Don über Sainghin-en-Weppes, Fournes-en-Weppes, Herlies, Marquillies, Illies und Aubers nach Fromelles. Ihre kurvenreiche Streckenführung wäre aufgrund der nahezu flachen Topografie der Weppes nicht erforderlich gewesen, sondern entsprach dem Wunsch, mehrere damals bestehende Industrieanlagen zu bedienen, um das Verkehrsaufkommen für den Personen- und Güterverkehr zu maximieren. Um 1908 wurde eine Verbindungsbahn verlegt, die die Zuckerfabrik von Marquillies im Bahnhof Marquillies-Sud verband.

## Geschichte
Mathieu Michon (1839–1923) gründete am 8. September 1901 die Cie des Chemins de Fer d'Interet local du Nord de la France und erhielt am 19. April 1902 die Konzession für den Bau und den Betrieb der Strecke. Die Strecke wurde am  6. September 1906 offiziell eröffnet und diente vor allem dem Güterverkehr, insbesondere zum Transport von Zuckerrüben, Kohle, Baumaterial und Bierfässern der Brauerei Motte Cordonnier. Die Fahrt dauerte etwa 40 bis 45 Minuten, manchmal auch über eine Stunde.

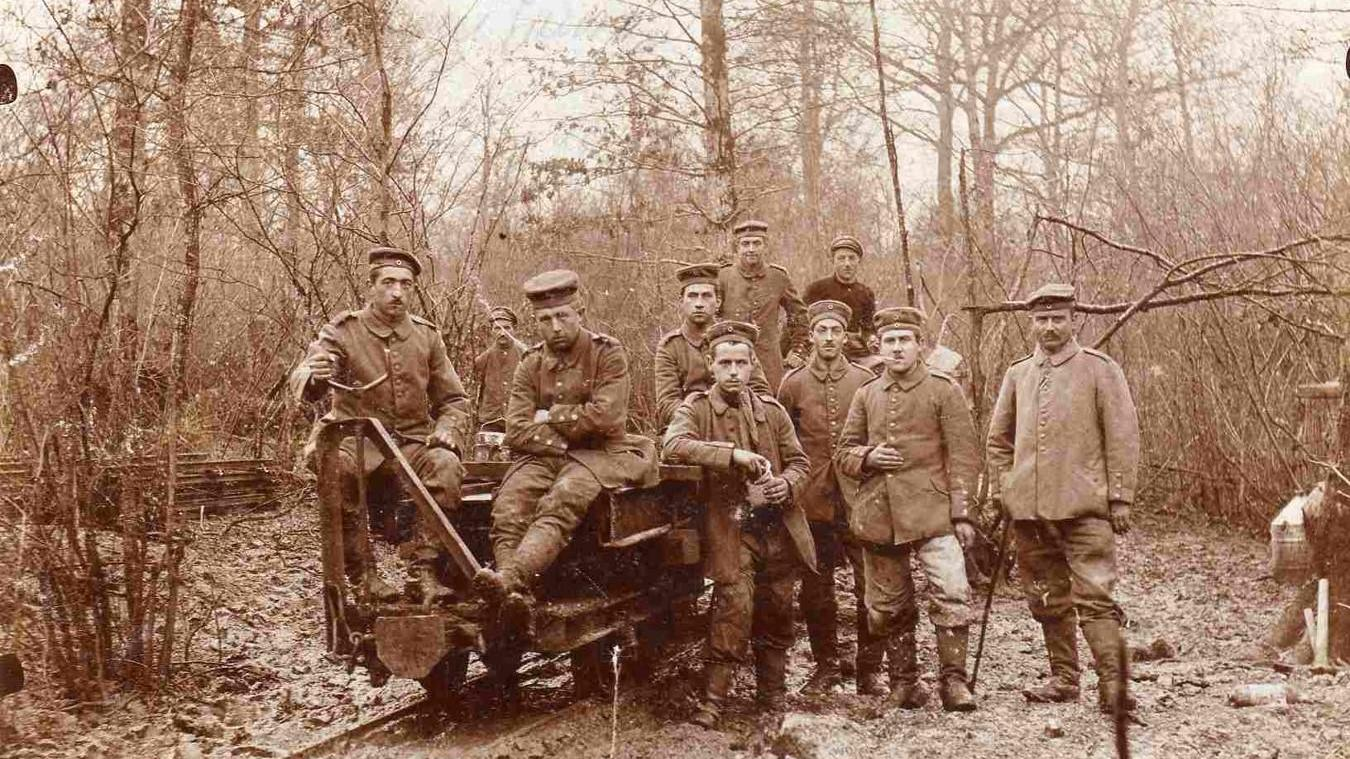
Schmalspurige Feldbahn des deutschen Heeres während des Ersten Weltkrieges

Während des Ersten Weltkriegs spielte die Strecke für den Transport von Munition, Nachschub und Baumaterial eine wichtige Rolle, da sie unmittelbar hinter der Front in dem von den Deutschen Streitkräften besetzten Gebiet lag. Während des Krieges wurden mehrere normal- und schmalspurige Verbindungsbahnen verlegt. Die Strecke wurde vollkommen zerstört, aber in der Nachkriegszeit ab Januar 1920 abschnittsweise wieder aufgebaut und von erst von der Société générale des chemins de fer économiques (SE) später von der Compagnie des chemins de fer du Nord und ab 1938 schließlich von der SNCF betrieben.
Das Gombert-Internat in Fournes, eine höhere Berufsschule, nutzte die Bahn auf Flugblättern für ihre Werbung. Die Schüler des Internats fuhren sonntags von Fournes nach Don, um von dort aus nach Lille zu gelangen und abends wieder zurück.
Der Personenverkehr wurde 1929 eingestellt. Die Linie wurde 1951 stillgelegt.

## Bahnhöfe

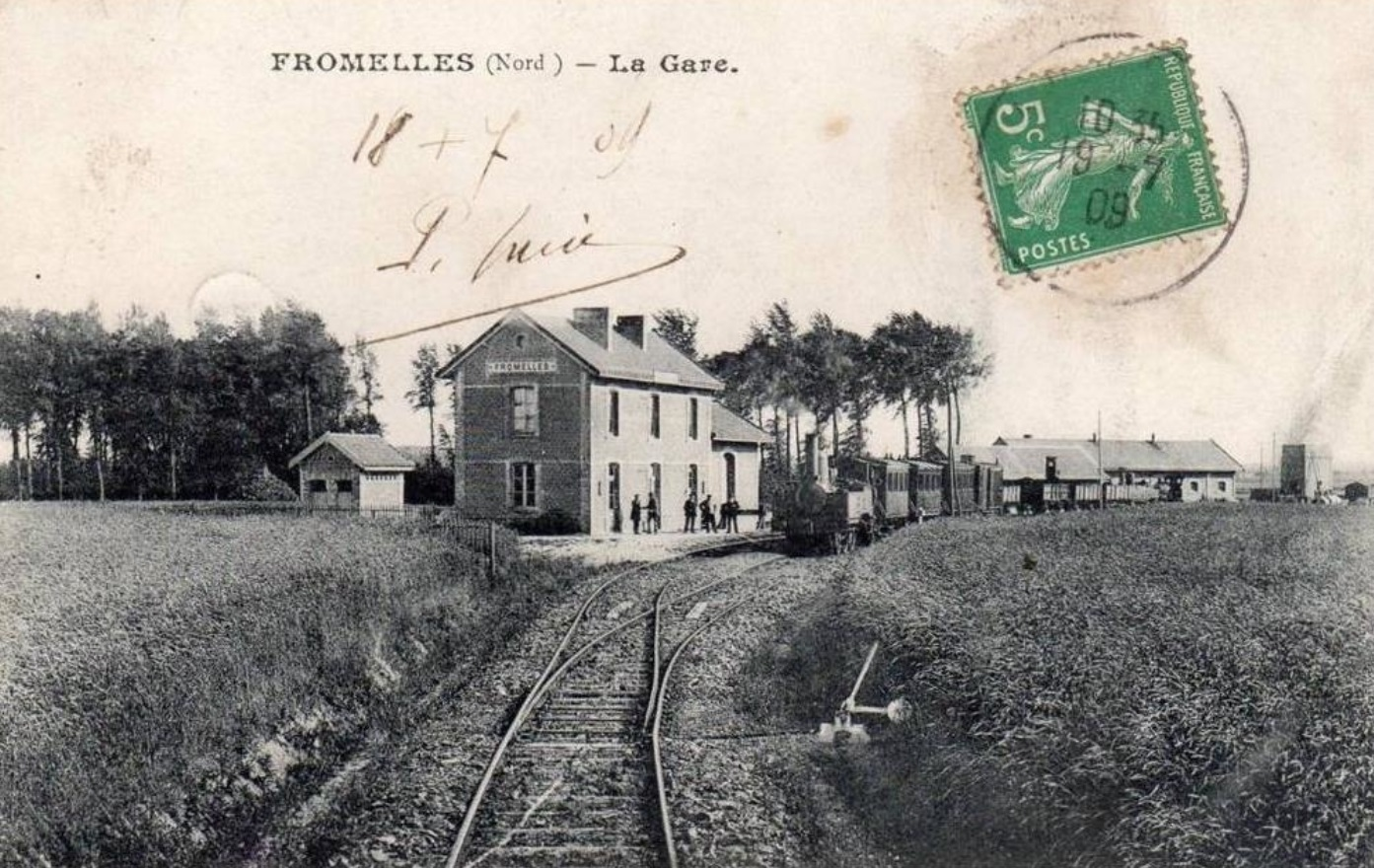
Fromelles
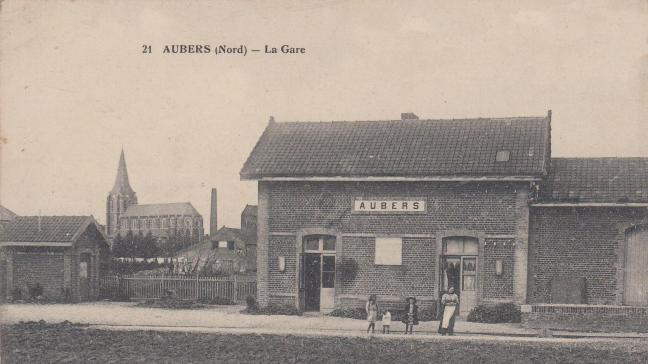
Aubers
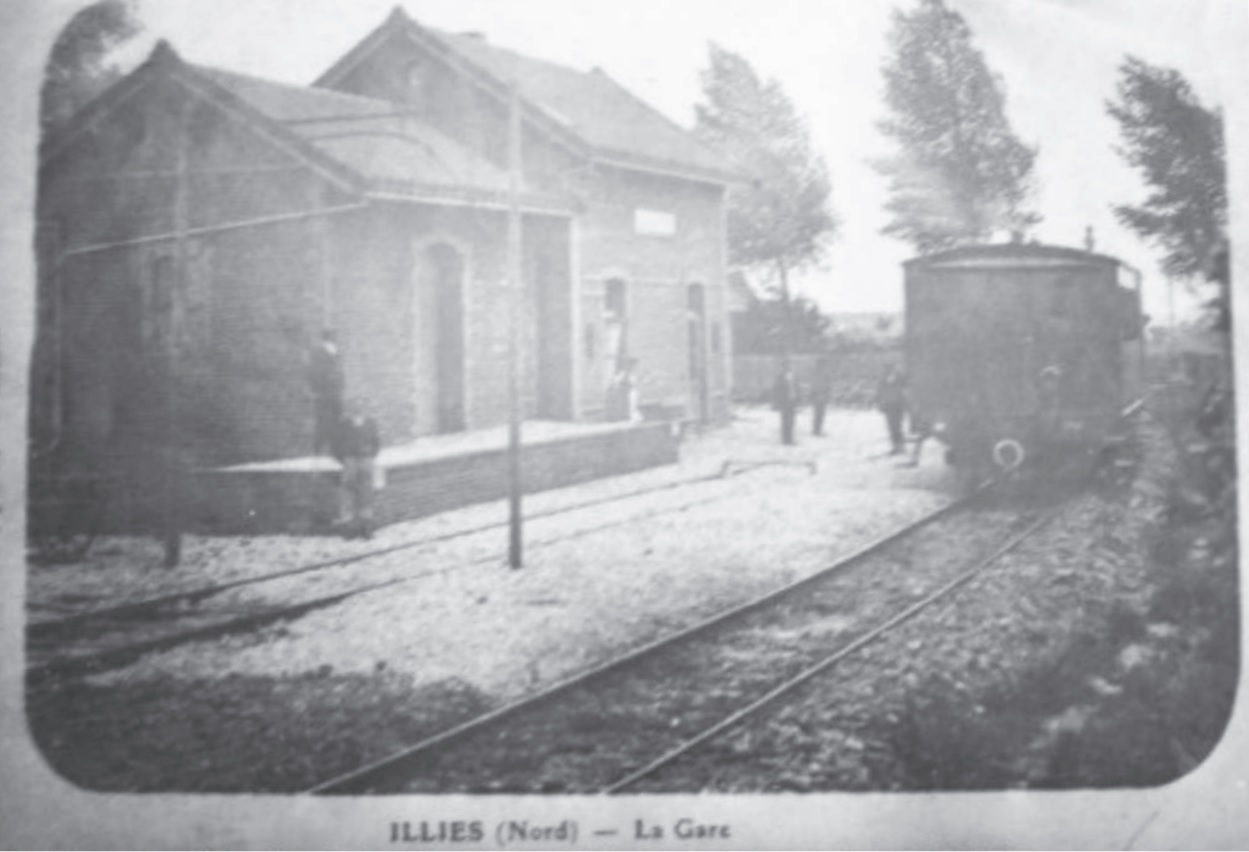
Illies
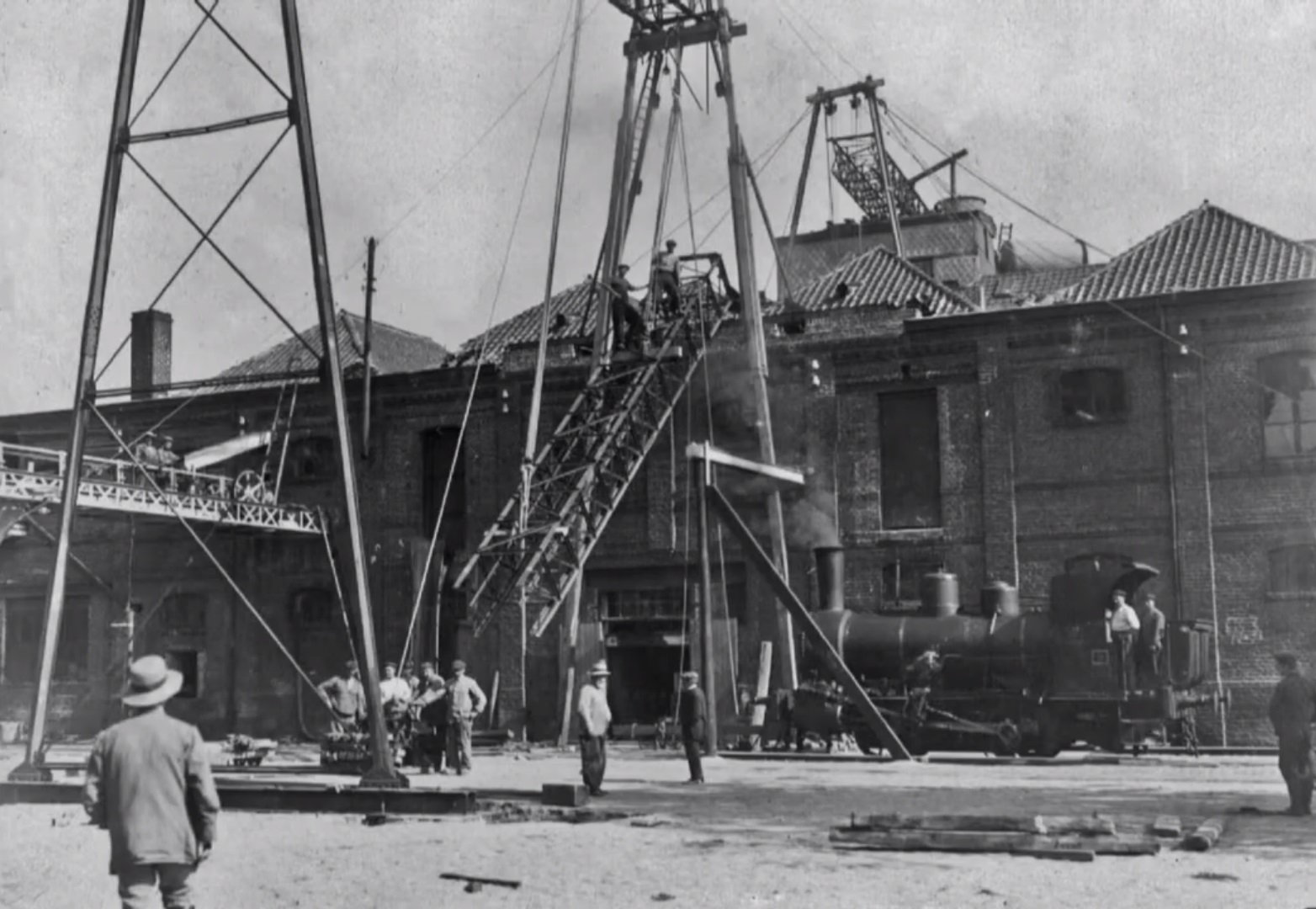
Marquillies (Zuckerfabrik)
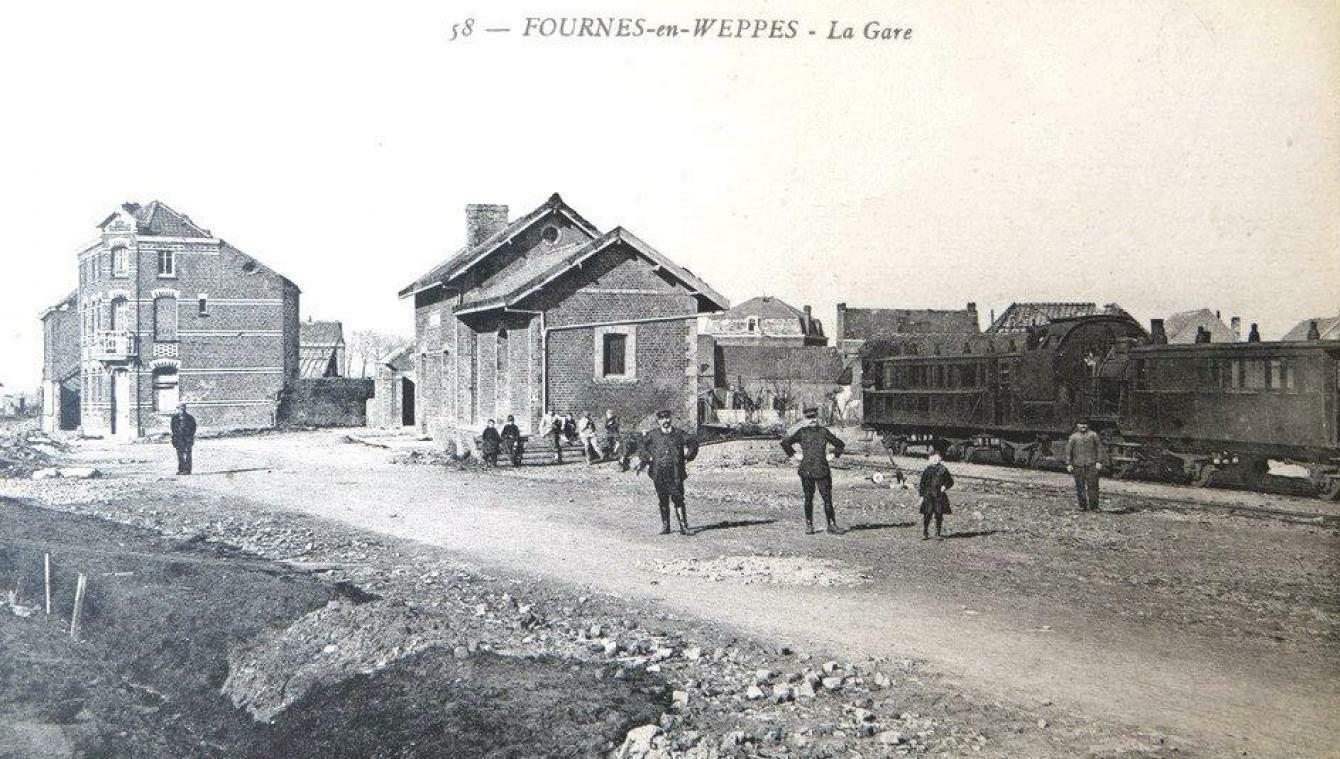
Fournes-en-Weppes
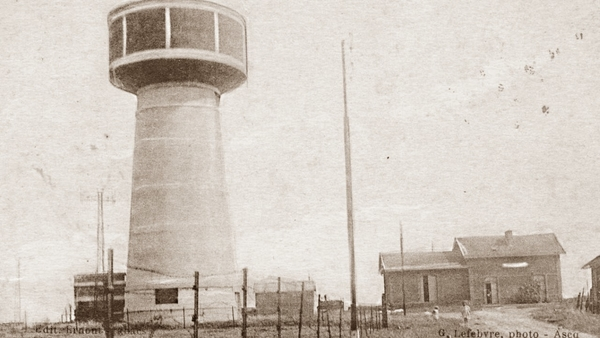
Sainghin-en-Weppes
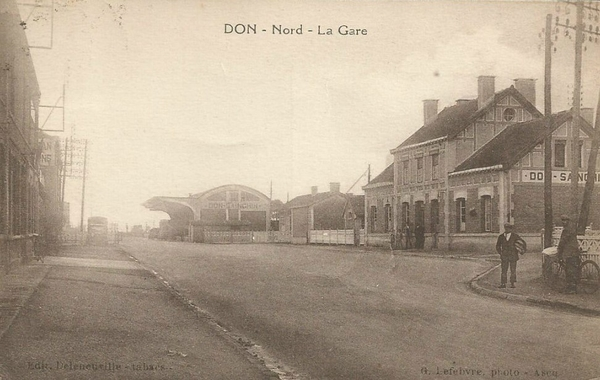
Don-Sainghin